# Одольский, Константин Владимирович
Константи́н Влади́мирович Одо́льский (укр. Костянтин Володимирович Одольський; 5 января 1989, Балта, Одесская область, УССР) — украинский футболист, вратарь.

## Биография
Константин родился 5 января 1989 года. С 2002 года по 2006 год играл за киевский РВУФК в детско-юношеской футбольной лиге Украины.

### Клубная карьера
Летом 2006 года попал в дубль донецкого «Металлурга», который выступал в молодёжном первенстве Украины. За четыре с половиной года проведённые в дубле «Металлурга» Одольский сыграл 58 матчах.
В начале 2011 года перешёл на правах аренды в ереванский «Бананц», в команде играл на протяжении полугода. Провёл всего 3 матча во всех турнирах, Одольский уступил место в основе Степану Казаряну. Летом 2011 года вернулся в расположение «Металлурга».
Летом 2013 года стал игроком черновицкой «Буковины», которая выступает в Первой лиге Украины. В команде получил 1 номер и стал дублёром Богдана Когута. В начале 2016 года перешёл в «Кристалл» (Херсон), но уже в июне того же года оставил херсонскую команду.
В апреле 2017 года присоединился к «Агробизнесу» из города Волочиск, с которым в итоге стал чемпионом Украины среди любительских команд. Дебютировал за «Агробизнес» на профессиональном уровне 9 июля того же года в матче Кубка Украины против ФК «Тернополь». А по завершении сезона вместе с командой стал чемпионом Второй лиги. Летом 2019 Константин оставил «Агробизнес», всего за команду из Волочиска он провёл 33 матча во всех турнирах.

### Карьера в сборной
За юношескую сборную Украины до 17 лет Константин сыграл всего 1 матч, 18 февраля 2006 года против Молдавии (2:2), Одольский в этой встрече отыграл 80 минут.
В январе 2007 года был вызван Александром Лысенко в юношескую сборную до 19 лет на Мемориал Валентина Гранаткина, который проходил в Санкт-Петербурге. Украина тогда заняла 5 место, Одольский на турнире сыграл в 3 играх. Всего за сборную до 19 лет он сыграл 10 матчей, в период с 2007 года по 2008 год.

## Достижения
«Агробизнес» (Волочиск)
- Победитель Второй лиги Украины (1): 2017/18
- Чемпион Украины среди любительских команд (1): 2016/17